# Аратинга червонощокий
Арати́нга червонощокий (Psittacara mitratus) — вид папугоподібних птахів родини папугових (Psittacidae). Мешкає в Андах.

## Опис

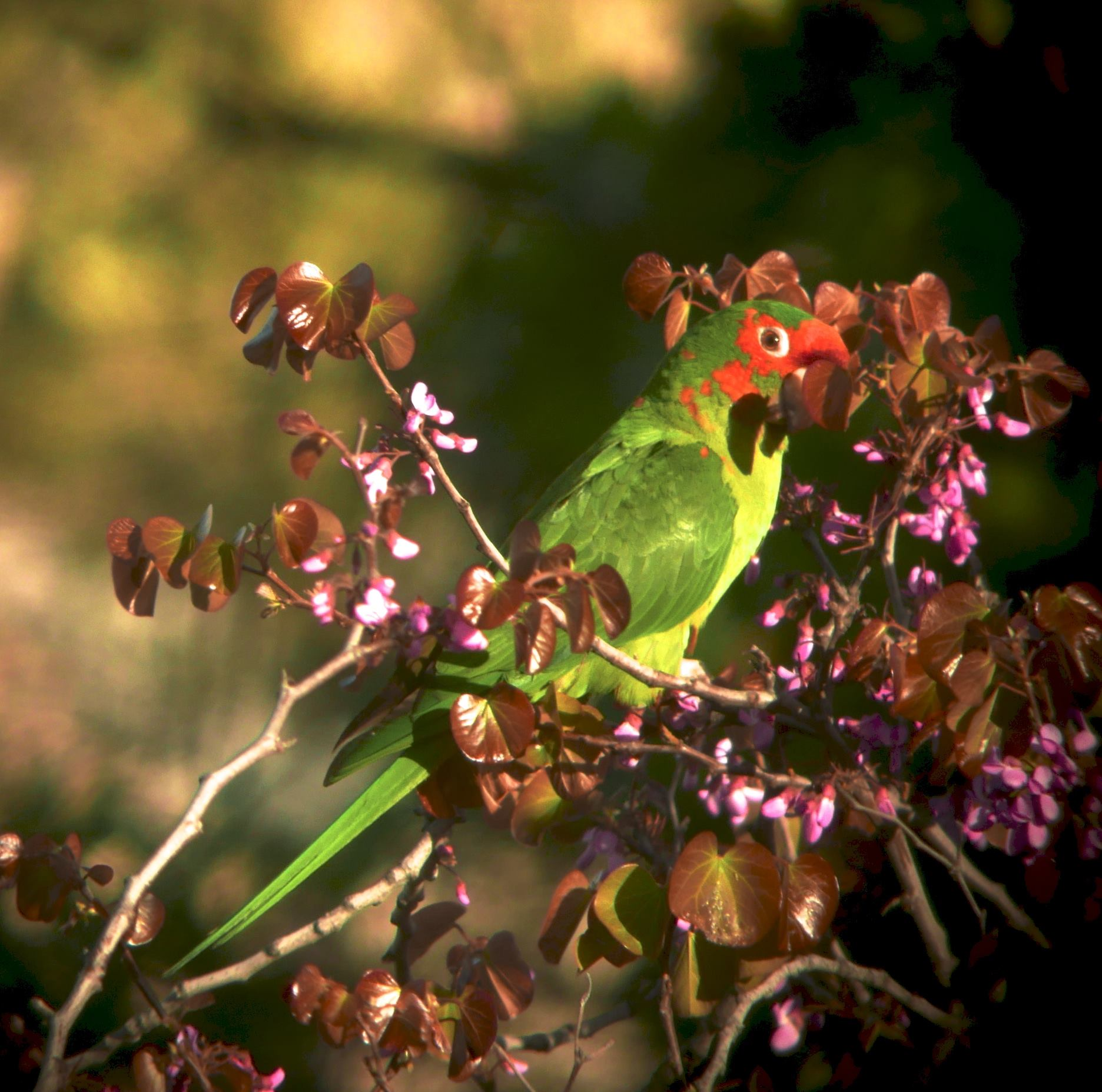
Червонощокий аратинга

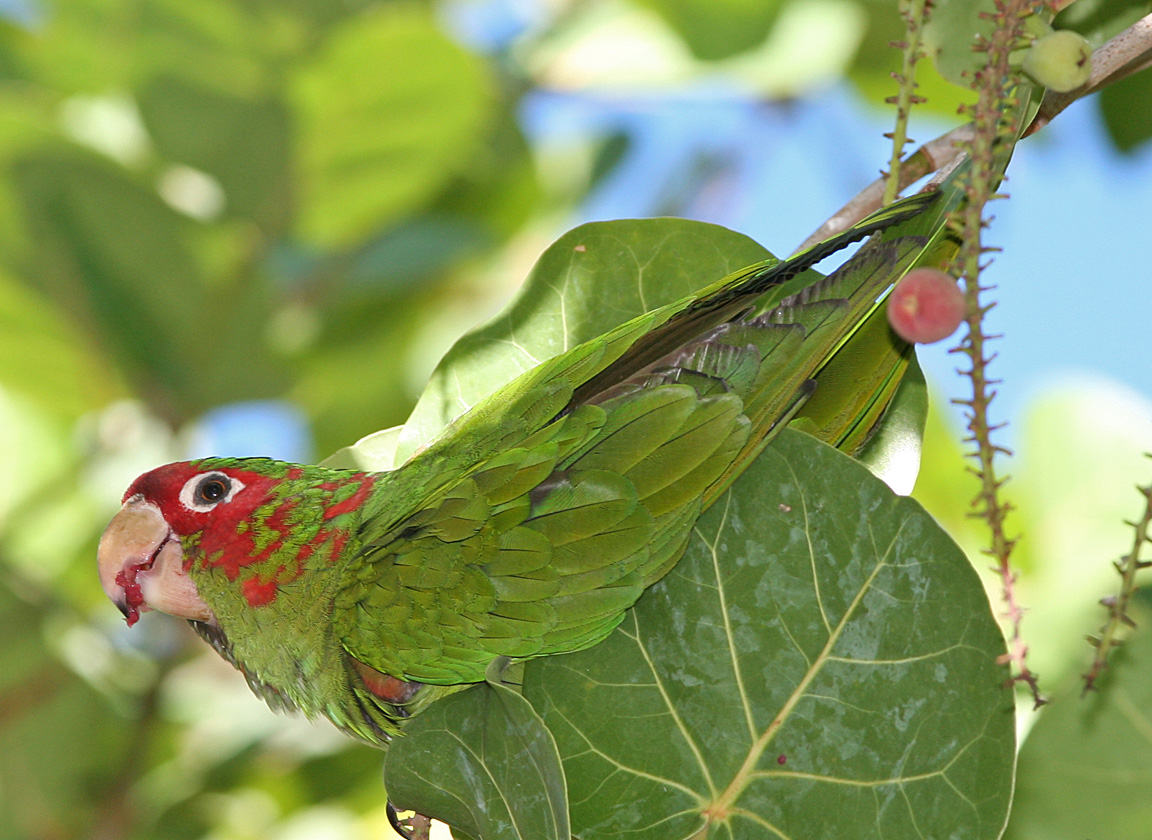
Червонощокий аратинга

Довжина птаха становить 34-38 см. Забарвлення переважно зелене, на обличчі і стегнах червоні плями. Хвіст відносно довгий. Навколо очей плями білої голої шкіри. Дзьоб міцний, роговий. У молодих птахів червоні плями в оперенні відсутні.

## Підвиди
Виділяють три підвиди:
- P. m. chlorogenys (Arndt, 2006) — Анди в північному і центральному Перу;
- P. m. mitratus (Tschudi, 1844) — Анди в південному Перу, Болівії і північно-західній Аргентині;
- P. m. tucumanus (Arndt, 2006) — Анди на північному заході Аргентини (Тукуман, Кордова).

## Поширення і екологія
Червонощокі аратинги мешкають в Перу, Болівії і Аргентині. Також вони були інтродуковані на півдні Флориди, в Каліфорнії та на Гаваях. Червонощокі аратинги живуть у вологих гірських тропічних лісах та у високогірних чагарникових заростях. Зустрічаються зграями до 100 птахів, на висоті від 1000 до 3000 м над рівнем моря. Іноді в місцях ночівлі можуть зібратися до 2000 птахів. Живляться насінням, горіхами і плодами. Гніздяться в тріщинах серед скель, іноді в дуплах дерев. В кладці 2-3 яйця.